# Detroit Lions
Els Detroit Lions (en català Lleons de Detroit) són una franquícia de futbol americà professional de l'NFL ubicat a la ciutat de Detroit, Michigan. Són membres de la Divisió Nord de la Conferència Nacional (NFC). El seu estadi és el Ford Field i els seus colors són el blau, el platejat i el negre.

## Història
La ciutat de Detroit va tenir quatre equips de l'NFL abans dels Lions (els Heralds del 1920, els Tigers del 1921, els Panthers del 1925 al 1926 i els Wolverines el 1928). La franquícia actual es va fundar el 1930 a la ciutat de Portsmouth (Ohio), amb el nom de Portsmouth Spartans. Poc després, el 1934 es van traslladar a Detroit i van adoptar el nom actual. Els Detroit Lions no han jugat mai la final de la Super Bowl, però sí que han guanyat campionats de lliga, en total han estat campions quatre vegades (1935, 1952, 1953 i 1957). També han guanyat quatre campionats de divisió i quatre campionats de conferència. En aquest equip va jugar el primer jugador mexicà de la història de l'NFL.

## Palmarès
-Campionats de Lliga (4)
- Campionats de l'NFL (4): 1935, 1952, 1953, 1957

-Campionats de Confèrencia (4)
- NFL Nacional: 1952
- NFL Oest: 1953, 1954, 1957

-Campionats de Divisió (4)
- NFL Oest: 1935
- NFC Centre: 1983, 1991, 1993

## Estadis
- Universal Stadium (1930-1933)
- University of Detroit Stadium (1934-1937)
- Tiger Stadium (1935-1974)
- Navin Field (1935-1937)
- Briggs Stadium (1938-1960)
- Pontiac Silverdome (1975-2001)
- Ford Field (2002-actualment)